# Ford Capri (Australië)
De Ford Capri is een kleine cabriolet die werd geproduceerd door Ford Australië van 1989 tot 1994. De lancering van de auto betekende een heropleving van de naam Capri, die eerder werd gebruikt door de Europese Ford Capri van 1969 tot 1986 en door de Amerikaanse Mercury Capri van 1979 tot 1986.
De Australische Capri was gebaseerd op de motoren en de mechanica van de Mazda 323, die Ford Australië ook in de Ford Laser had gebruikt. De carrosserie werd ontworpen door Ghia en het interieur door Italdesign.
De in Australië gebouwde Capri was hoofdzakelijk bedoeld voor export naar de VS. Daar kwam de wagen als de Mercury Capri op de markt in 1991. De auto kreeg al snel een slechte reputatie op het vlak van betrouwbaarheid, met name het dak was gevoelig voor lekken. Hoewel Ford de problemen snel oploste, bleef de slechte reputatie van de auto hangen.

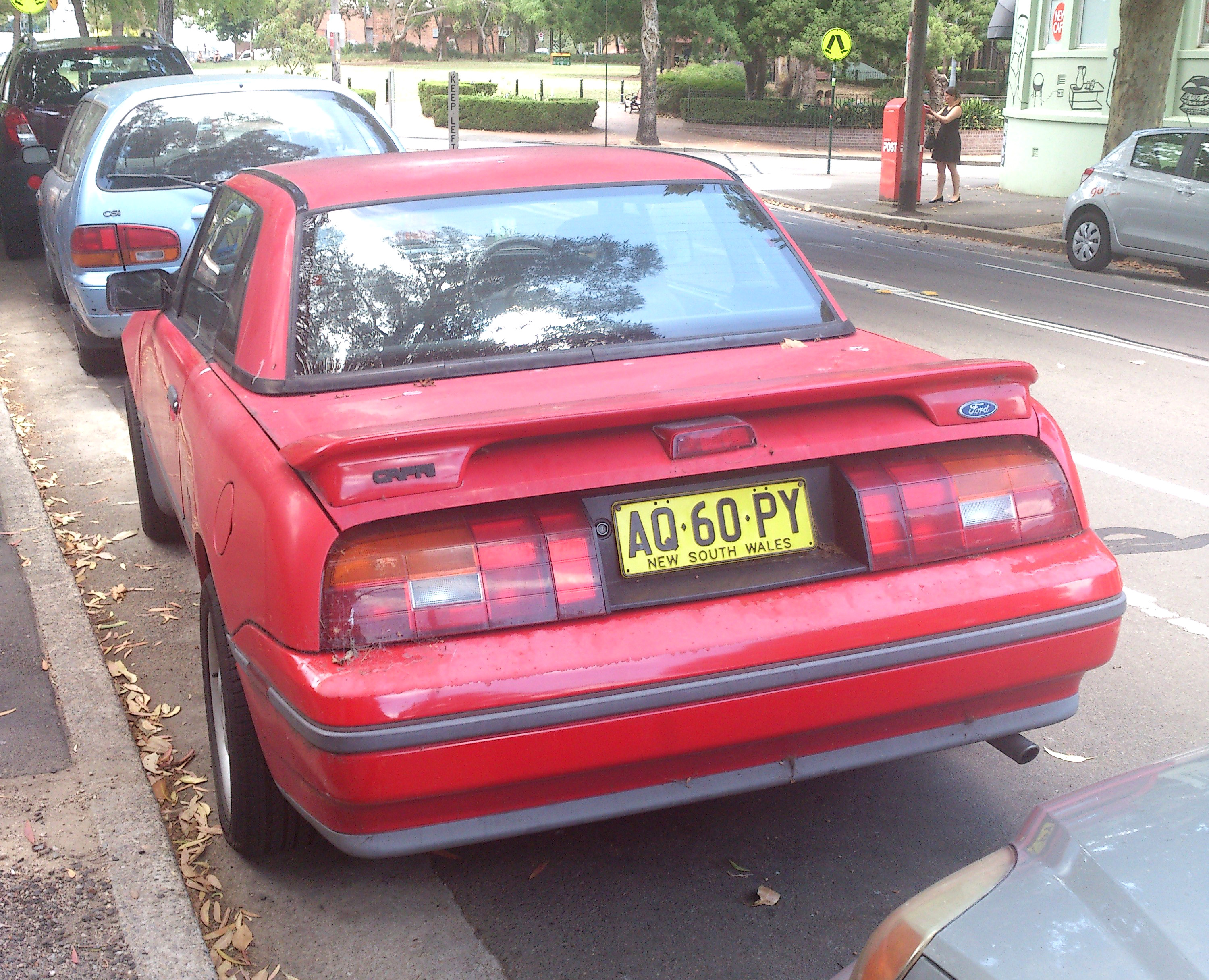
Ford Capri cabriolet, achteraanzicht

Aanvankelijk werden er twee modellen aangeboden. Het basismodel werd aangedreven door een 1,6-liter bezinemotor van 83 pk, gekoppeld aan een handgeschakelde vijfversnellingsbak of een drietraps automatische transmissie. Het turbomodel gebruikte een 1,6-liter benzinemotor van 136 pk met turbocompressor, gekoppeld aan een handgeschakelde vijfversnellingsbak.
In 1990 kwam daar nog een 1,6-liter benzinemotor van 102 pk bij. Dit was de enige motor die in 1991 verkrijgbaar was.
Voor modeljaar 1992 werd de Capri opgefrist en kreeg de codenaam SC. Naast een nieuw XR2 uitrustingsniveau werd ook de turbomotor weer aan het gamma toegevoegd. In 1993 onderging de Capri opnieuw een facelift en kreeg deze keer de codenaam SE.
De productie eindigde in 1994, nadat in totaal 66.279 exemplaren van de Capri-cabrio werden gebouwd.